# Ukhwejo
Ukhwejo (auch Benkonjo) ist eine Bantusprache und wird von circa 2000 Menschen in der Zentralafrikanischen Republik gesprochen (Zensus 1996). 
Sie ist in der Wirtschaftspräfektur Sangha-Mbaéré südlich von Nola verbreitet.

## Klassifikation
Ukhwejo ist eine Nordwest-Bantusprache und gehört zur Makaa-Njem-Gruppe, die als Guthrie-Zone A80 klassifiziert wird. 
Sie hat die Dialekte Ukhwejo, Bikaka, Piiga und Kamsili (auch Ngamsile).